# DragonForce
DragonForce ist eine Power-Metal-Band aus London. Noise Records vermarktet die Band auf Grund ihres schnellen Spiels unter der Genrebezeichnung „Extreme Power Metal“.

## Bandgeschichte
DragonForce wurde 1999 von Sänger ZP Theart, Bassist Steve Scott, den Gitarristen Sam Totman und Herman Li (beide ex-Demoniac), Schlagzeuger Matej Setinc (ebenfalls bei Demoniac) und Keyboarder Steve Williams gegründet, anfangs unter dem Namen „DragonHeart“. Unter diesem Namen produzierte die Gruppe 1999 ihre erste Demoaufnahme Valley of the Damned und veröffentlichte diese auf MP3.com. Dem Demo war ein großer Erfolg beschieden: Es platzierte sich zwei Jahre lang auf Platz 1 der Power-Metal-Charts und wurde etwa eine halbe Million Mal heruntergeladen. Ein Werbevideo, welches Liveaufnahmen von ihrer Tour in Europa beinhaltete, wurde zusammen mit Valley of the Damned veröffentlicht. Kurz nach der Veröffentlichung der Demo verließen Keyboarder Steve Williams und Bassist Steve Scott die Formation, um die Band Power Quest zu gründen. Sie wurden durch Vadim Pruzhanov am Keyboard und Diccon Harper am Bass ersetzt. Kurz darauf änderte die Band ihren Namen zu DragonForce.
2003 unterschrieben die Musiker von DragonForce einen Plattenvertrag mit Noise Records und begannen mit der Aufnahme ihres ersten Studioalbums Valley of the Damned. Die darauffolgende Tour dauerte bis 2004. Während die Kritiken in Europa etwas verhaltener waren, da man DragonForce fehlende Originalität vorwarf, waren die Reaktionen im asiatischen Raum, insbesondere auf der Tournee durch Japan, Thailand und Taiwan (im Vorprogramm von Helloween) wesentlich enthusiastischer.

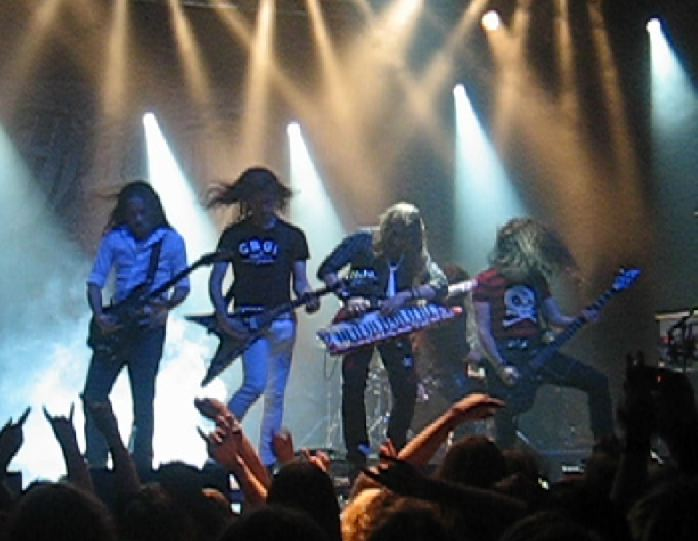
Dragonforce bei der Finnish Metal Expo 6

Sonic Firestorm erschien 2004. Ausgekoppelt wurde die Single Fury of the Storm. Dies war das erste Album mit Adrian Lambert am Bass und Dave Mackintosh am Schlagzeug. DragonForce tourten im Vorprogramm von W.A.S.P. und Iron Maiden. Da Dave Mackintosh sich eine Ellenbogenverletzung zugezogen hatte, wurden einige der Auftritte mit einem Drumcomputer realisiert. Kurz danach begannen sie mit der Tour für ihr drittes Studioalbum Inhuman Rampage, einige Monate bevor das Album 2006 erschien. Allerdings stieg Adrian Lambert wieder aus und wurde auf der Tour und auf dem darauffolgenden Album durch Frédéric Leclercq ersetzt.
2005 wurden DragonForce als Kandidat für die beste UK-Gruppe bei den Metal Hammer Golden Gods Awards nominiert. Die Gruppe gewann diese Auszeichnung nicht, dafür erhielt Gitarrist Herman Li den „Shredder Award“ für seine Gitarrenkünste.
DragonForce veröffentlichte ihr drittes Studioalbum Inhuman Rampage 2006, nachdem sie einen Vertrag mit Roadrunner Records unterschrieben hatte. Lindsay Dawson (Lis und Totmans Demoniac) beteiligte sich als Backgroundsängerin an diesem Album. Das Lied Through the Fire and Flames wurde als Bonussong im Videospiel Guitar Hero III veröffentlicht und macht die Band auch außerhalb der Metal-Szene bekannt, wobei die Gruppe oft nur mit diesem Lied identifiziert wurde. Auf der folgenden Europatour spielt die Gruppe im Vorprogramm von Edguy. Lediglich für die Tour im Vereinigten Königreich übernimmt die Gruppe die Position des Headliners. Anschließend spielen sie auf dem Ozzfest.
DragonForce tourte mit Disturbed, Turisas und Slipknot 2008 auf dem Rockstar Energy Metal Mayhem Festival. Im Herbst veröffentlichten sie ihr viertes Studioalbum Ultra Beatdown. Am 3. Dezember 2008 wurde das erste Lied und die erste Single des Albums, Heroes of Our Time, für den Grammy im Bereich Best Metal Performance nominiert. Jedoch verloren sie gegen Metallica und deren Lied My Apocalypse. Heroes of our Time ist ebenso in den Videospielen Skate 2 und NHL 10 zu finden.
Am 22. Januar 2009 wurde das Lied The Last Journey Home für die Xbox-Live-Community veröffentlicht, eine Woche bevor es online veröffentlicht wurde. DragonForce tourten durch Lateinamerika, Nordamerika und Europa. Die Band spielte weltweit auf Festivals wie Wacken Open Air und Graspop Metal Meeting. Nach der Festivalsaison begaben sich DragonForce zusammen mit Sonata Arctica und Taking Dawn auf eine Tour durch Nordamerika. Danach spielten sie vom 16. bis 30. Oktober in Deutschland, gefolgt von einem Auftritt in Luxemburg am 31. Oktober. Vom 6. bis 14. November tourten Dragonforce durch Südamerika. Die Tour endete in Großbritannien, wo sie vom 19. November bis 12. Dezember spielten.
Herman Li gab bekannt, dass DragonForce nach Beendigung der Ultra-Beatdown-Tour keine weiteren Shows mehr spielen würden. Die Band wolle sich völlig auf die Arbeit an ihrem fünften Studioalbum konzentrieren. Am 9. März 2010 wurde bekanntgegeben, dass sich die Band von ihrem Frontsänger ZP Theart aufgrund „musikalischer Differenzen“ getrennt habe und nach einem neuen Sänger suche.
Am 13. September 2010 erschien ihr erstes Live-Album Twilight Dementia. Auf dem Album waren 13 Live-Versionen von DragonForce enthalten, welche auf der Ultra-Beatdown-Tour aufgenommen wurden.
Am 2. März 2011 gab die Band über ihre Webseite bekannt, dass sie einen neuen Sänger gefunden hat: Marc Hudson. Um einen Eindruck zu geben, wurde ein kurzes Video auf ihrem YouTube-Account hochgeladen. Ein neuer Song wurde am 20. Februar 2012 vorgestellt, und am 15. April 2012 erschien das neue Album „The Power Within“.

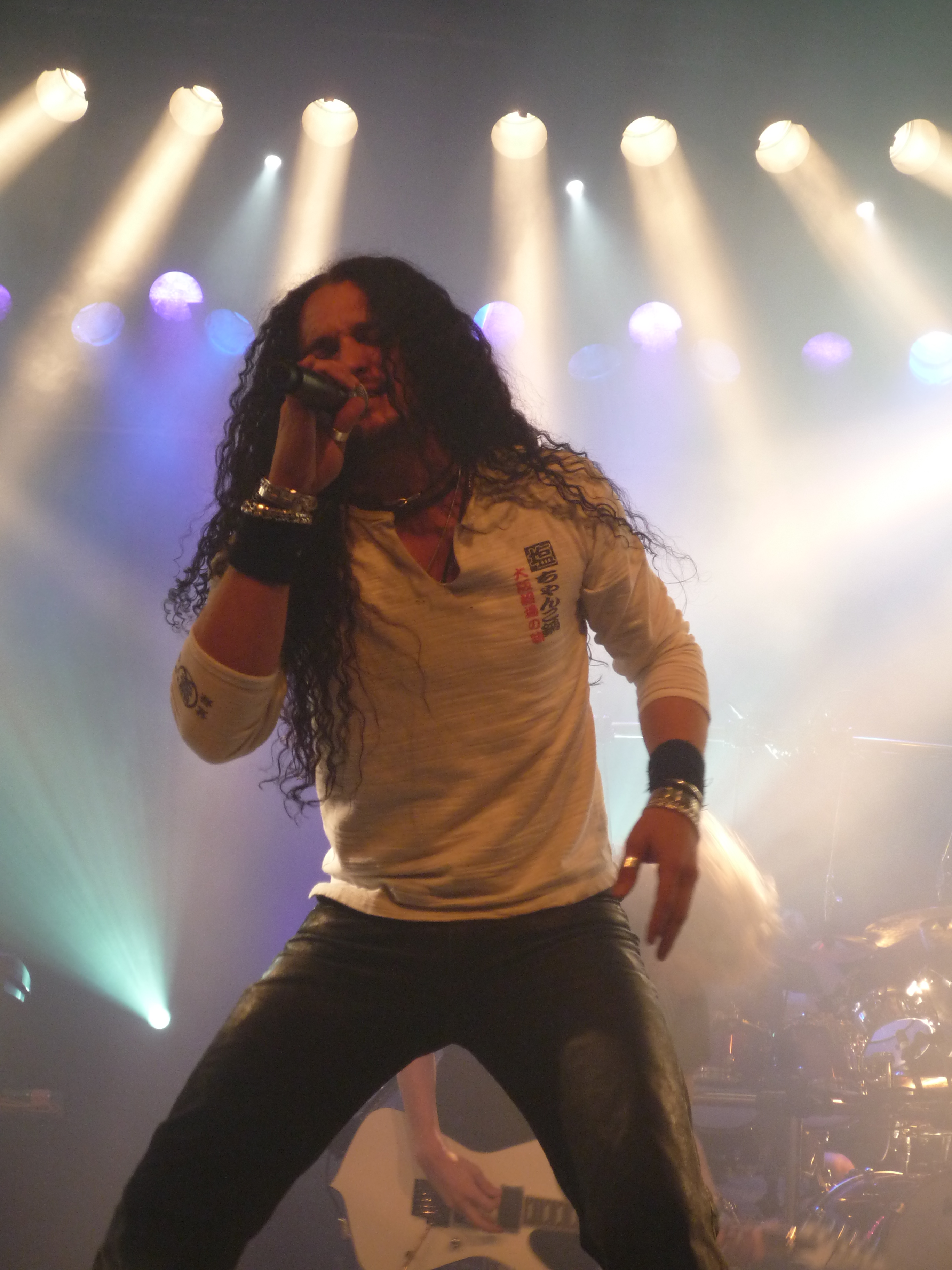
Sänger „ZP Theart“, Wien 2009

Im Herbst/Winter 2022 tourten sie als Vorband neben Warkings auf den Wolfsnächten von Powerwolf in Europa. 2025 sind sie wieder mit Powerwolf auf deren Summer Of The Wicked-Tour unterwegs.

## Stil
DragonForce polarisieren in der Metal-Szene. Die Gruppe spielt melodischen Power Metal, kombiniert mit der hohen Geschwindigkeit des Speed Metal. Besonders hervorstechend an ihrer Musik sind die zahlreichen komplexen Gitarrensoli, die von Musikkritikern gelobt werden. Schlagzeuger Dave Mackintosh verwendet außerdem gelegentlich Blastbeats, die ansonsten eher im Death Metal üblich sind.

Die Gruppe verwendet vergleichsweise häufig das Tempo 200 BpM, so auch im größten Teil eines ihrer bekanntesten Songs Through the Fire and Flames. Auch hatte die Band fast ausschließlich, mit einigen Ausnahmen, Songs mit einer Länge von über fünf Minuten veröffentlicht, was sich allerdings mit dem Erscheinen ihres Albums The Power Within grundlegend änderte.

Besonders hervorstechende Merkmale von DragonForce-Soli sind die meist extrem hohen Geschwindigkeiten, verbunden mit Shred-Techniken wie Sweep Picking und Tapping, sowie Natural- und Pinched Harmonics. Auch werden häufig Wah-Wah- und Pitch-Shifting-Pedale verwendet, um die einzelnen Solofiguren zu verzieren, die selten über zwei Takte hinausgehen. Weiterhin werden oft große Teile der häufig mehrminütigen Soli zweistimmig gespielt, teils von beiden Gitarristen, teils per Overdub-Technik einzeln (wie in vielen Metal-Bands mit mehreren Leadgitarristen ist die Reihenfolge der Solisten zwischen den Songtexten der CD-Booklets angegeben). Keyboardsoli kommen in DragonForce-Songs ebenfalls vor, sind aber erheblich seltener.

Insbesondere auf dem Album Inhuman Rampage finden sich zahlreiche, mit speziellen Gitarrentechniken erzeugte Soundeffekte, die teilweise an Videospielmusik erinnern. Einer der bekanntesten Effekte findet sich auf dem von Guitar Hero bekannten Song Through The Fire And Flames, in dem Gitarrist Herman Li durch Querstreichen eines ausgesteckten Vibratohebels über die Saiten in Pickupnähe Pac-Man-ähnliche Geräusche erzeugt.
Bemängelt werden oft die klischeehaft wirkenden Melodien und Texte und die fehlende Innovation der Band, die zwar auf hohem technischem Niveau spielt, aber die Songstrukturen darüber nach Meinung der Kritiker vernachlässigt. Im Gros der Power-Metal-Bands wie Sonata Arctica und Rhapsody of Fire kann die Band nach Ansicht vieler Kritiker wenig neue Akzente setzen.

## Kontroverse

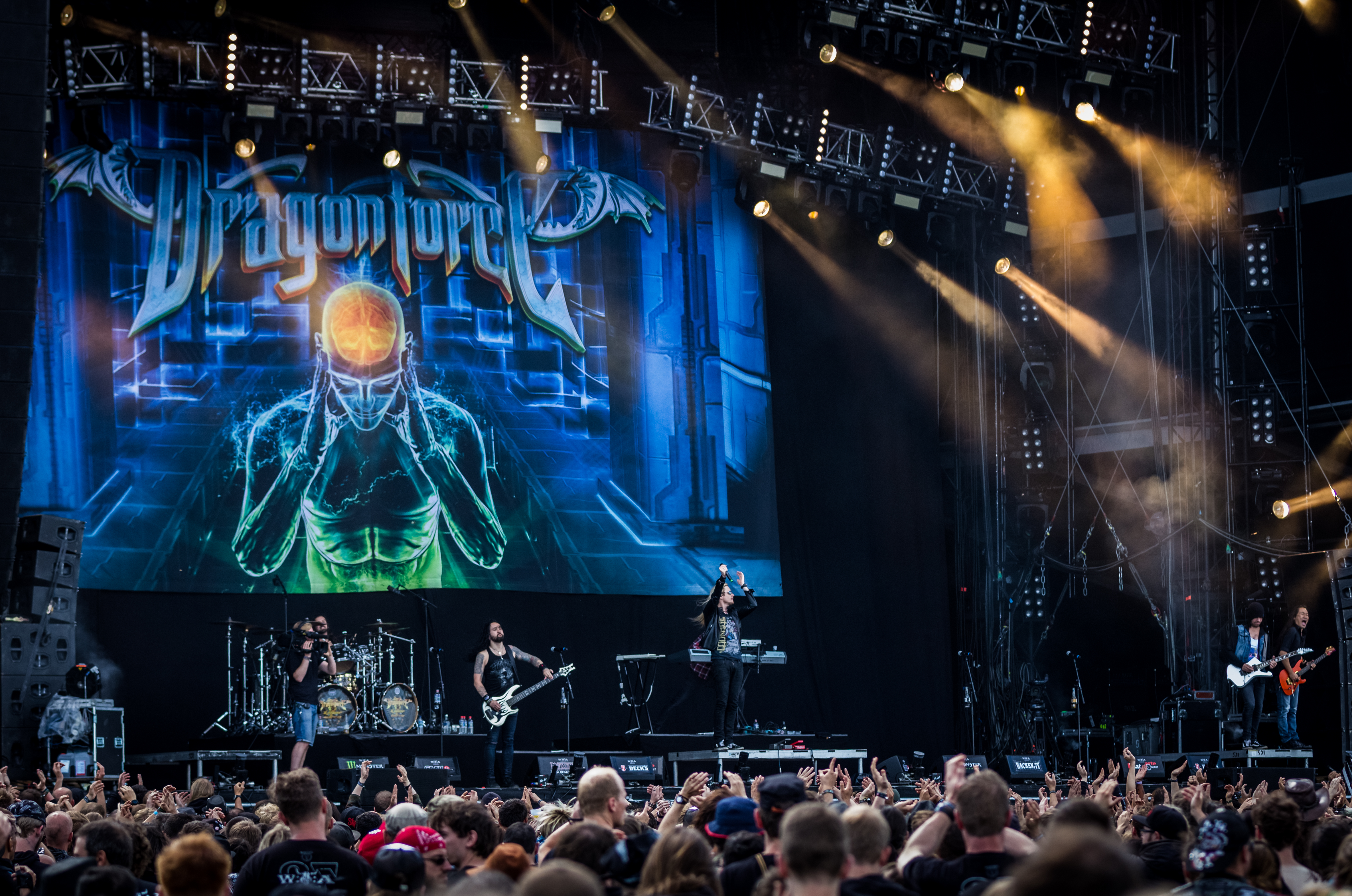
DragonForce beim Wacken Open Air 2016

Diskussionen über die musikalischen Künste von DragonForce traten 2006 auf. Die Band trat im Sommer 2006 auf dem Graspop Metal Meeting unter Alkoholeinfluss auf. Darüber hinaus hatten sie viele technische Probleme mit ihren Gitarren. In einem Interview mit Herman Li sagte dieser:

“Well, the Graspop Metal Meeting of 2006 was another total disaster. The technician we had back then didn’t even tune the guitar, and no monitoring was done properly. We didn’t hear anything, but hey, fuck, you have to get onstage now. This is the festival.”

„Nun, das Graspop Metal Meeting im Jahr 2006 war eine weitere totale Katastrophe. Der Techniker, den wir damals hatten, stimmte nicht einmal die Gitarren und das Monitoring wurde nicht richtig gemacht. Wir konnten überhaupt nichts hören, aber hey, Scheiße, du musst jetzt auf die Bühne. das ist das Festival.“

Ebenso bemerkte er, dass die komplette Inhuman Rampage-Tour schlecht war, da die Band fast überall mit technischen Problemen zu kämpfen hatte. Der Auftritt bei Graspop 2006 war der vermutlich schlechteste von DragonForce und sie verloren durch ihn viele ihrer Fans, weil diese dadurch den Eindruck bekamen, die Band könne live nicht spielen. Durch das Internet kursierten lange Gerüchte, dass DragonForce ihre Gitarrensoli im Studio technisch beschleunigen würde.
Seit Dragonforces Ultra-Beatdown-Tour haben sich jedoch die Liveauftritte der Band verbessert. Als Grund dafür gab Herman Li an, das Erfolgsgeheimnis dieser Tour sei eine großartige Crew, welche die Geräte und das Monitoring ordentlich stimme und alles richtig aufbaue. Dazu sagte er im gleichen Interview:

“Since touring 'Ultra Beatdown', we can even hear the monitors now, and that makes pretty much hundreds, hundreds of difference in terms of our playing. (…) Not hearing and playing guitar is very difficult; you play guitar out of key and sometimes you just can't hear it. Since we've had in-ear monitors, our playing has gone through the roof.”

„Seit wir zum Album Ultra Beatdown touren, können wir endlich die Monitore hören und das macht hundertmal mehr Unterschied, wenn wir spielen. (…) Die Gitarre nicht zu hören und zu spielen ist sehr schwer; du spielst falsch und manchmal hörst du das einfach nicht. Seit wir In-Ear-Monitoring haben, hat sich unser Spiel wahnsinnig verbessert.“

## Bandmitglieder

DragonForce live auf dem Rockharz 2019
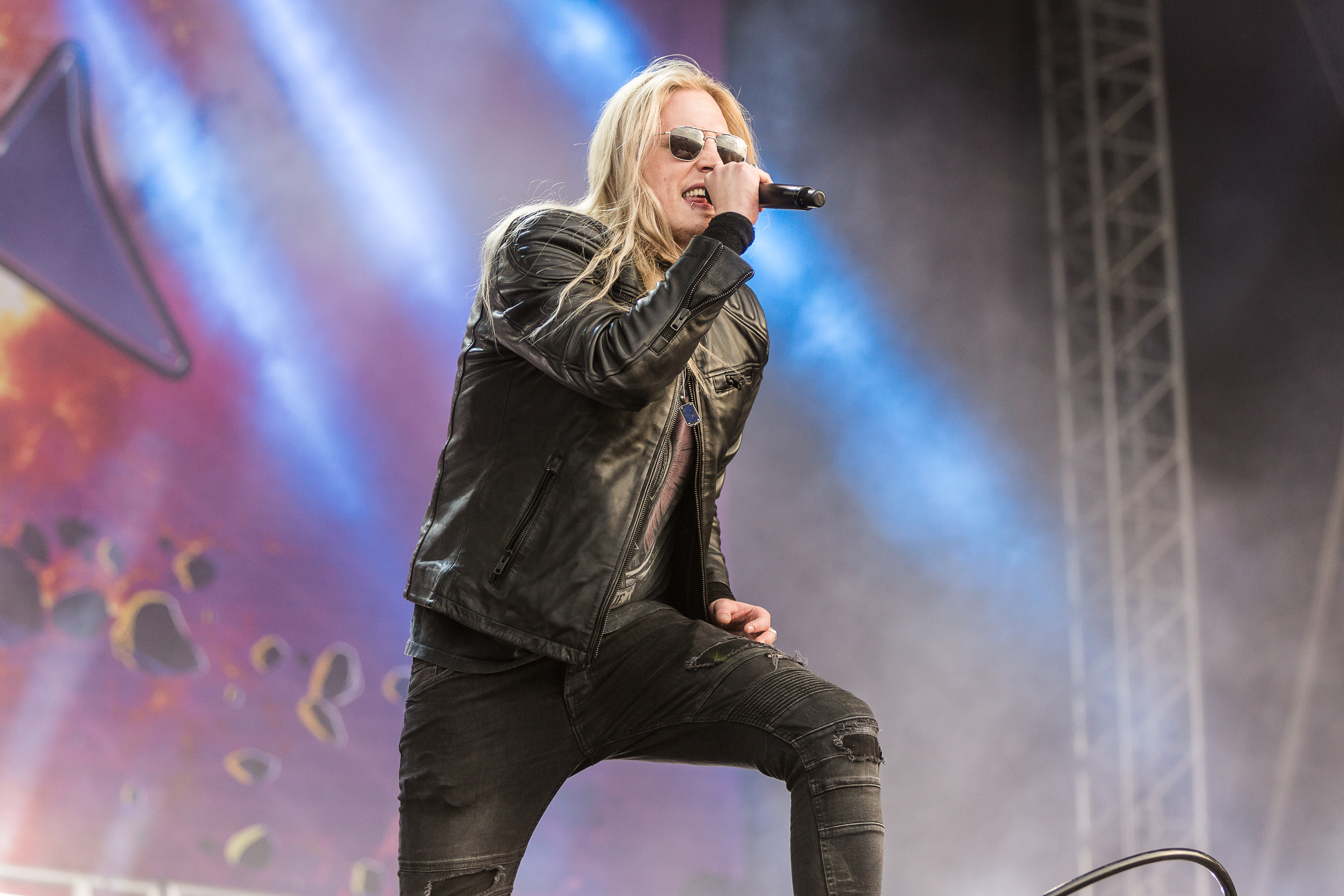
Sänger Marc Hudson
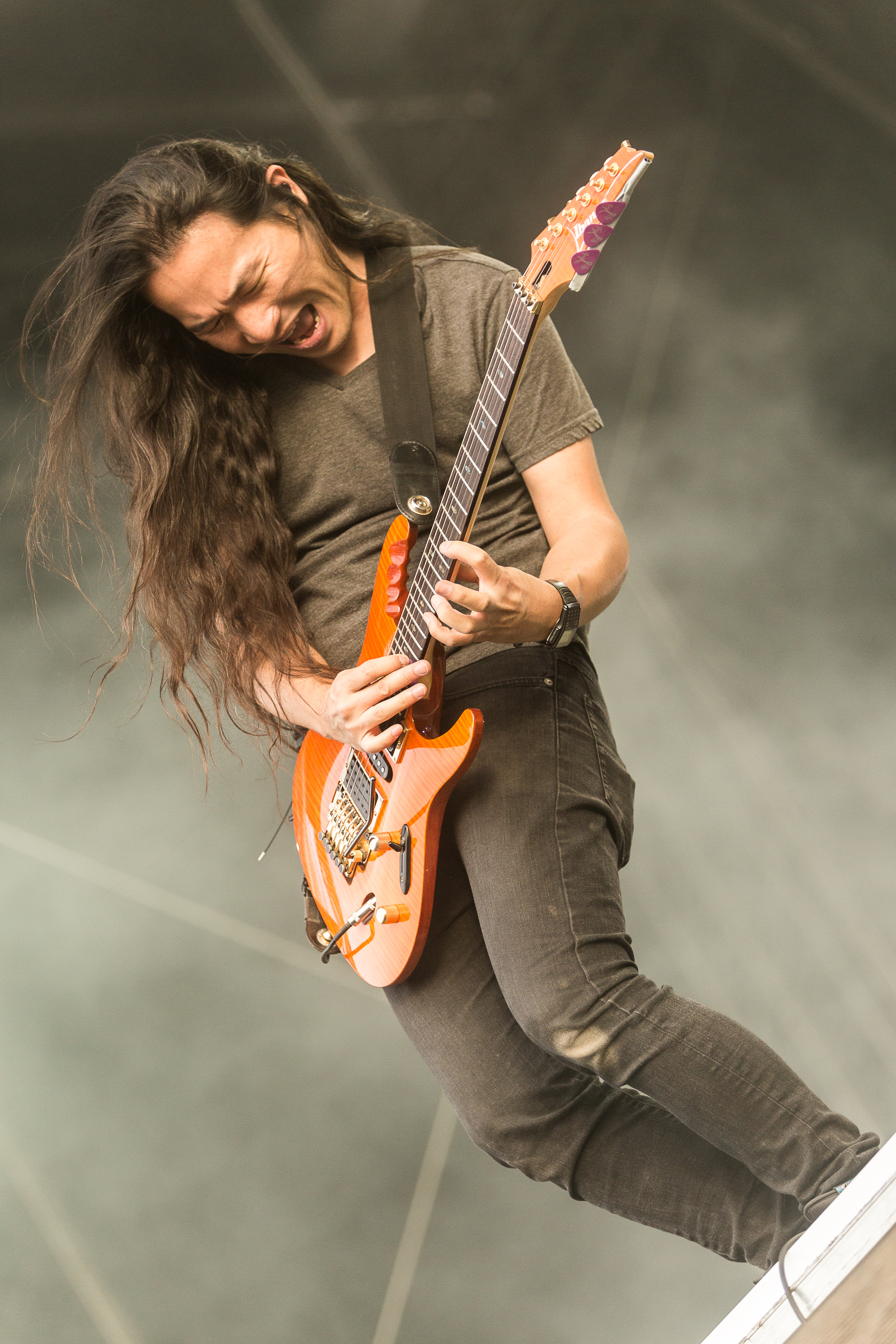
Leadgitarrist Herman Li
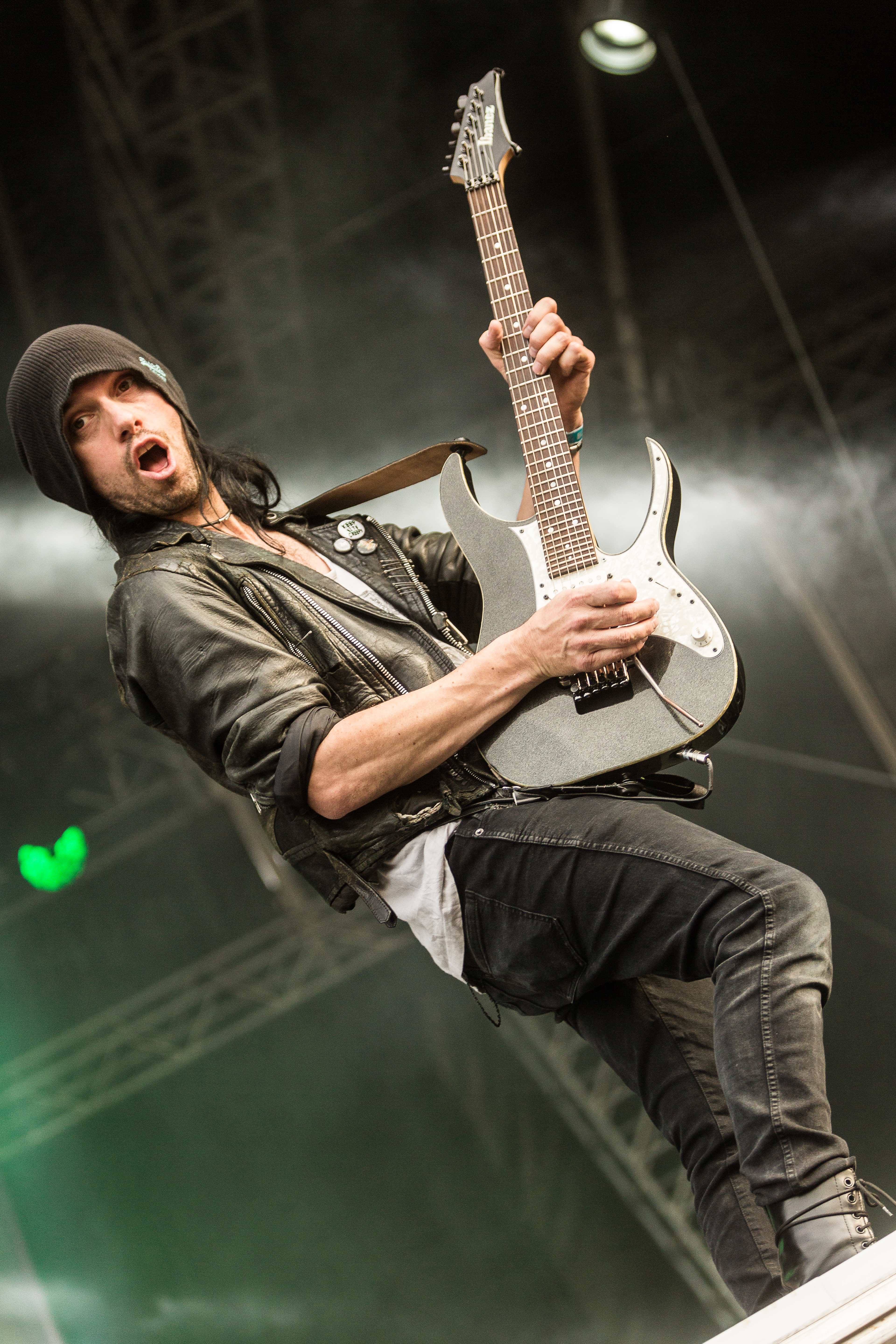
Rhythmusgitarrist Sam Totman
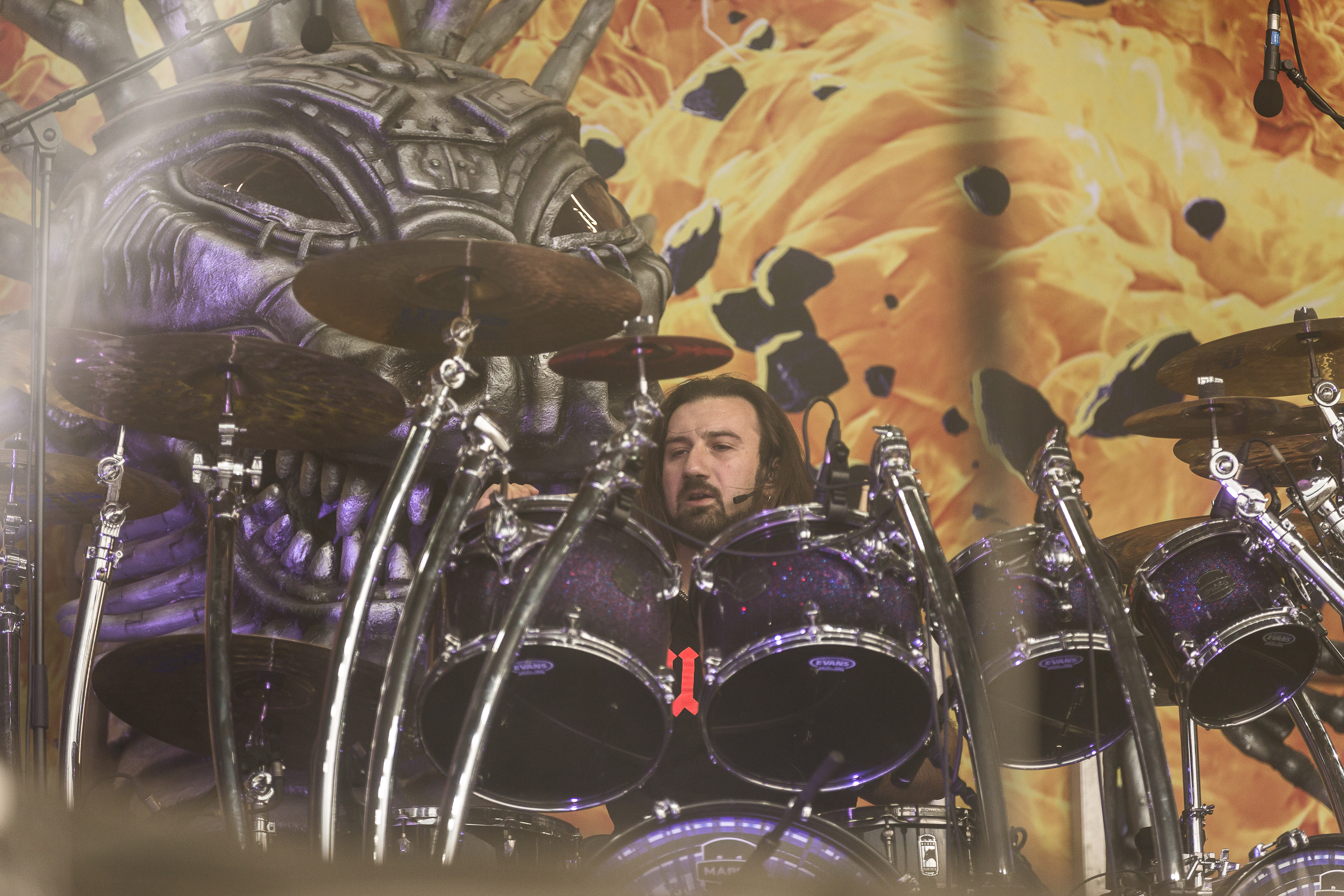
Schlagzeuger Gee Anzalone

## Diskografie

### Studioalben
| Jahr | Titel Musiklabel                                       | Höchstplatzierung, Gesamtwochen, AuszeichnungChartplatzierungen (Jahr, Titel, Musiklabel, Platzierungen, Wochen, Auszeichnungen, Anmerkungen) | Höchstplatzierung, Gesamtwochen, AuszeichnungChartplatzierungen (Jahr, Titel, Musiklabel, Platzierungen, Wochen, Auszeichnungen, Anmerkungen) | Höchstplatzierung, Gesamtwochen, AuszeichnungChartplatzierungen (Jahr, Titel, Musiklabel, Platzierungen, Wochen, Auszeichnungen, Anmerkungen) | Höchstplatzierung, Gesamtwochen, AuszeichnungChartplatzierungen (Jahr, Titel, Musiklabel, Platzierungen, Wochen, Auszeichnungen, Anmerkungen) | Höchstplatzierung, Gesamtwochen, AuszeichnungChartplatzierungen (Jahr, Titel, Musiklabel, Platzierungen, Wochen, Auszeichnungen, Anmerkungen) | Anmerkungen                                              |
| Jahr | Titel Musiklabel                                       | DE | AT | CH | UK | US | Anmerkungen                                              |
| ---- | ------------------------------------------------------ | --- | --- | --- | --- | --- | -------------------------------------------------------- |
| 2003 | Valley of the Damned Noise Records (Sanctuary Records) | — | — | — | — | — | Erstveröffentlichung: 25. Februar 2003                   |
| 2004 | Sonic Firestorm Noise Records (Sanctuary Records)      | — | — | — | — | — | Erstveröffentlichung: 11. Mai 2004                       |
| 2006 | Inhuman Rampage Roadrunner Records (Warner Music)      | — | — | — | UK70 Gold · (1 Wo.)UK | US103 Gold · (23 Wo.)US | Erstveröffentlichung: 20. Juni 2006 Verkäufe: + 600.000  |
| 2008 | Ultra Beatdown Roadrunner Records (Warner Music)       | — | AT62 (1 Wo.)AT | — | UK18 (3 Wo.)UK | US18 (5 Wo.)US | Erstveröffentlichung: 26. August 2008                    |
| 2012 | The Power Within Roadrunner Records (Warner Music)     | DE45 (1 Wo.)DE | AT53 (1 Wo.)AT | — | UK40 (1 Wo.)UK | US74 (1 Wo.)US | Erstveröffentlichung: 17. April 2012                     |
| 2014 | Maximum Overload earMusic (Edel SE)                    | DE20 (2 Wo.)DE | AT46 (1 Wo.)AT | CH44 (2 Wo.)CH | UK44 (1 Wo.)UK | US62 (1 Wo.)US | Erstveröffentlichung: 19. August 2014 Verkäufe: + 20.000 |
| 2017 | Reaching into Infinity earMusic (Edel SE)              | DE27 (1 Wo.)DE | AT34 (1 Wo.)AT | CH24 (2 Wo.)CH | UK69 (1 Wo.)UK | — | Erstveröffentlichung: 19. Mai 2017                       |
| 2019 | Extreme Power Metal earMusic (Edel SE)                 | DE34 (1 Wo.)DE | AT42 (1 Wo.)AT | CH29 (1 Wo.)CH | UK93 (1 Wo.)UK | — | Erstveröffentlichung: 27. September 2019                 |
| 2024 | Warp Speed Warriors Napalm Records                     | DE35 (1 Wo.)DE | AT11 (1 Wo.)AT | CH42 (1 Wo.)CH | — | — | Erstveröffentlichung: 15. März 2024                      |

### Livealben
- 2010: Twilight Dementia
- 2015: In the Line of Fire

### Kompilationen
- 2016: Killer Elite

### Singles
| Jahr | Titel Album                                 | Höchstplatzierung, Gesamtwochen, AuszeichnungChartplatzierungen (Jahr, Titel, Album, Platzierungen, Wochen, Auszeichnungen, Anmerkungen) | Höchstplatzierung, Gesamtwochen, AuszeichnungChartplatzierungen (Jahr, Titel, Album, Platzierungen, Wochen, Auszeichnungen, Anmerkungen) | Anmerkungen                                                |
| Jahr | Titel Album                                 | UK | US | Anmerkungen                                                |
| ---- | ------------------------------------------- | --- | --- | ---------------------------------------------------------- |
| 2006 | Through the Fire and Flames Inhuman Rampage | UK— SilberUK | US86 Platin · (5 Wo.)US | Erstveröffentlichung: 3. August 2006 Verkäufe: + 1.430.000 |

Weitere Singles
- 2003: Black Winter Night
- 2003: Valley of the Damned
- 2005: Soldiers of the Wasteland
- 2005: Fury of the Storm
- 2006: Operation Ground and Pound
- 2007: Revolution Deathsquad
- 2008: Heroes of Our Time
- 2009: The Last Journey Home
- 2009: Reasons to Live
- 2012: Fallen World
- 2012: Cry Thunder
- 2012: Seasons
- 2014: The Game (feat. Matt Heafy)
- 2014: Defenders
- 2014: Ring of Fire (Original: Johnny Cash)
- 2017: Ashes of the Dawn
- 2017: Curse of Darkness
- 2017: Judgement Day
- 2017: Midnight Madness
- 2019: Highway to Oblivion
- 2019: Heart Demolition
- 2019: Razorblade Meltdown
- 2021: Troopers of the Stars
- 2021: Strangers
- 2022: The Last Dragonborn
- 2023: Doomsday Party
- 2023: Power of the Triforce
- 2023: Power of the Saber Blade
- 2024: A Draco Tale (DragonForce x Brawl Stars)
- 2025: Burning Heart (feat. Alissa White-Gluz)

### Demos
- 1999: Valley of the Damned (als DragonHeart)

## Auszeichnungen für Musikverkäufe
| Silberne Schallplatte - Europa (Impala) - 2016: für das Album Maximum Overload | Goldene Schallplatte - Brasilien - 2024: für die Single Through the Fire and Flames |

Anmerkung: Auszeichnungen in Ländern aus den Charttabellen bzw. Chartboxen sind in ebendiesen zu finden.
| Land/RegionAuszeichnungen für Musikverkäufe (Land/Region, Auszeichnungen, Verkäufe, Quellen) | Silber     | Gold     | Platin  | Verkäufe  | Quellen             |
| -------------------------------------------------------------------------------------------- | ---------- | -------- | ------- | --------- | ------------------- |
| Brasilien (PMB)                                                                              | —          | Gold1    | —       | 30.000    | pro-musicabr.org.br |
| Europa (IFPI)                                                                                | Silber1    | —        | —       | (20.000)  | impalamusic.org     |
| Vereinigte Staaten (RIAA)                                                                    | —          | Gold1    | Platin1 | 1.500.000 | riaa.com            |
| Vereinigtes Königreich (BPI)                                                                 | Silber1    | Gold1    | —       | 500.000   | bpi.co.uk           |
| Insgesamt                                                                                    | 2× Silber2 | 3× Gold3 | Platin1 |           |                     |